# Фрай Ото
Фрай Паул Ото (на немски: Frei Paul Otto) е германски архитект. Получава световно признание като създател на тентови и мембранни конструкции, които използва в своите архитектурни проекти.

## Биография
Роден е на 31 май 1925 г. в градчето Зигмар (днес район на Кемниц, Германия в семейството на скулптор. През 1931 – 1943 г. учи в средно училище в района Целендорф в Берлин. Следва архитектура в Берлин, когато е призован в Луфтвафе. Участва в края на Втората световна война като летец изтребител.
Интерниран е във френски лагер за военнопленници. По време на строителството на лагера успява да се прояви като инженер конструктор, предлагайки няколко проекта за постройки от олекотени конструкции, които са осъществени.
След войната Фрай Ото продължава следването си вече в Берлинския технически университет и го завършва през 1950 г. Стажува в САЩ, където се запознава с архитекти като Ерих Менделсон, Лудвиг Мис ван дер Рое, Рихард Нойтра и Франк Лойд Райт.
Собствената си кариера на архитект започва в Германия през 1952 г., основавайки собствено архитектурно бюро в Целендорф. През 1954 г. получава докторска степен за съоръжения от напрегнати конструкции.
През 1964 г. Ото основава Института за леки конструкции към Щутгартския университет и го оглавява като професор до излизането си в пенсия. Като пенсионер продължава да работи активно като архитект, инженер и консултант.
Умира на 9 март 2015 г.

## Творчество
Сред проектираните от Фрай Ото сгради са павилионът на Западна Германия на Експо 67 в Монреал (1967), покривът на Олимпийския стадион в Мюнхен (1972), мултихале в Манхайм (1975), волиера за хищни птици в Мюнхенския зоопарк (1980), сградата Tuwaiq Palace в Саудитска Арабия (1985), покривът на японския павилион на Експо 2000 в Хановер (2000).

## Признание и награди
- 1974 – Медал „Томас Джеферсън“ в областта на архитектурата[2]
- 1980 – Почетен докторат на Университета в Бат[3]
- 1980 и 1998 – Награда „Ага-хан“ за архитектура
- 1990 – Награда „Хонда“
- 1996 – Награда „Волф“ за архитектура[3]
- 2005 – Златен медал на RIBA (Royal Institute of British Architects)[4][5]
- 2005 – Почетен докторат на Мюнхенския технически университет[6]
- 2006 – Praemium Imperiale за архитектура[7][8][9]
- 2015 – „Прицкер“[10][11][12]

## Галерия
- Танцуващите фонтани в Кьолн с покривна конструкция на Фрай Ото (1957)
- Институтът за леки конструкции към Щутгартския университет (1965)
- Пощенска марка с павилиона на Западна Германия на Експо 67 в Монреал
- Олимпийският стадион в Мюнхен (1972)
- Олимпийският стадион в Мюнхен
- Сграда на община Бонхьофер в Бремен
- Общежития (вляво), църква (в средата) и камбанария (вдясно) в Шьонов, Берлин